# Valter brani Sarajevo
Valter brani Sarajevo ratni je film Hajrudina Krvavca iz 1972. godine. Uz „Bitku na Neretvi” najpoznatiji je i najpopularniji film partizansko-ratne tematike snimljen u socijalističkoj Jugoslaviji.
Uloga „Valtera” kao lika slobodna je interpretacija životopisa stvarnog antifašističkog zapovjednika sarajevskih ilegalaca u Drugom svjetskom ratu, Vladimira Perića.

## Radnja
Radnja filma se odvija u Sarajevu, 1944. godine. Potaknuti gubitkom Beograda te prodorom sovjetske vojske i partizana, čelnici njemačke vojske na Balkanu pokreću operaciju „Laufer”, čiji je cilj dovesti gorivo vojnim vozilima radi početka povlačenja u Njemačku. Ali, prvo moraju onesposobiti sarajevski pokret otpora koji predvodi tajnoviti ilegalac Valter. Dok njemački obavještajac „Kondor” ulazi u pokret otpora predstavljajući se kao Valter, pravi Valter otkriva njemački plan. U Sarajevo stižu ilegalci na čelu s tajnovitim „Pilotom” sa zadatkom otkrivanja „Kondora”.

## Uloge
- Velimir Bata Živojinović – Valter
- Ljubiša Samardžić – Zis
- Rade Marković – Sead Kapetanović
- Dragomir Gidra Bojanić – Kondor
- Neda Spasojević – Mirna
- Slobodan Dimitrijević – Suri
- Hannjo Hasse – Von Dietrich
- Rolf Romer – Bischoff
- Wilhelm Koch-Hooge – potpukovnik Hagen
- Stevo Žigon – dr. Sreten Mišković
- Relja Bašić – Obersturmfuhrer, vođa ubačene skupine
- Jovan Janićijević-Burduš – Josić zvani „Stric”
- Fred Delmare – narednik Edel, nadzornik stanice

## Zanimljivosti
- Glazbeni sastav Zabranjeno pušenje svoj prvi album nazvao je „Das ist Walter“, u čast filmu. Prva pjesma s albuma ima glazbenu podlogu s kraja filma.
- Od 2019. godine u Sarajevu se nalazi muzej istoimenog filma.